# براندر ماثيوز
براندر ماثيوز (بالإنجليزية: Brander Matthews)‏ هو بروفيسور ومحامي أمريكي، ولد في 21 فبراير 1852 في نيو أورلينز في الولايات المتحدة، وتوفي في 31 مارس 1929 في نيويورك في الولايات المتحدة.

## وصلات خارجية
- براندر ماثيوز على موقع الموسوعة البريطانية (الإنجليزية)
- براندر ماثيوز على موقع قاعدة بيانات برودواي على الإنترنت (الإنجليزية)
- براندر ماثيوز على موقع إن إن دي بي (الإنجليزية)